# Microregione di Marabá
La Microregione di Marabá è una microregione dello Stato del Pará in Brasile, appartenente alla mesoregione di Sudeste Paraense.

## Comuni
Comprende 5 comuni:
- Brejo Grande do Araguaia
- Marabá
- Palestina do Pará
- São Domingos do Araguaia
- São João do Araguaia